# Futurama: Bender’s Big Score
Futurama: Bender’s Big Score ist ein Science-Fiction-Zeichentrickfilm in Spielfilmlänge aus dem Jahr 2007, der auf der Fernsehserie Futurama beruht. Die Direct-to-DVD-Produktion wurde in den USA am 27. November 2007 veröffentlicht, die deutsche Fassung am 28. März 2008. Mit den drei nachfolgenden Filmen stellt Bender’s Big Score die fünfte Sendestaffel von Futurama dar. Jeder der Filme wurde für die Veröffentlichung im Fernsehen in vier Episoden geteilt. Die Erstausstrahlung von Bender’s Big Score fand am 23. März 2008 auf dem US-amerikanischen Sender Comedy Central statt. Der Film lieferte damit die Episoden 73 bis 76 der Fernsehserie.
Das Drehbuch schrieb Ken Keeler, das auf einer Geschichte von ihm und David X. Cohen beruht. Regie führte Dwayne Carey-Hill; Gastauftritte haben Coolio, Al Gore, Mark Hamill, Tom Kenny und Sarah Silverman. Der Film gewann einen Annie Award.

## Handlung
Vor zwei Jahren haben die Verantwortlichen des Box Network den Vertrag mit Planet Express gekündigt. Jetzt wurden die Verantwortlichen gefeuert und Planet Express ist wieder im Geschäft. Sie geben eine Party, bei der Hermes bei einem Limbo von einem Säbel enthauptet wird. Lars, der Mann, der Hermes’ Kopf in einem Glas konserviert, fühlt sich, sehr zu Frys Ärger, zu Leela hingezogen.
Während einer Lieferung zu einem Nacktstrand-Planeten entdeckt Fry ein Tattoo von Bender auf seinem Hintern, von dem er nichts wusste. Am Strand wollen betrügerische Aliens mit fadenscheinigen Argumenten die E-Mail-Adressen der Crew. Die Aliens senden der ganzen Crew daraufhin Spam, auf die alle antworten, und Bender wird dabei von einem Virus infiziert. Nachdem auch Professor Farnsworth den Betrügern sein Geschäft überschrieben hat, zeigen sich diese und übernehmen es. Das Virus zwingt Bender, den Anweisungen der Aliens zu folgen. Sie erschnüffeln außerdem auch das Tattoo auf Frys Hintern, das den Code für Paradoxon-korrigierende Zeitreisen enthält. Nibbler enthüllt dabei, dass der Code das Universum sprengen könnte, aber die Betrüger ignorieren ihn.
Da nur Zeitreisen in die Vergangenheit möglich sind, zwingen die Betrüger Bender dazu, wertvolle Objekte aus der Vergangenheit zu stehlen. Er wartet dabei in der Höhle unter Planet Express, da er als Roboter tausende Jahre überdauern kann. Von Armut getrieben, verkauft der Professor seine Erfindungen und die Aliens erhalten Kenntnis vom „Jüngsten-Tag-Gerät“, das Bender anschließend vom Professor stiehlt. Hermes fragt Bender dabei, ob er eine frühere Version seines Körpers als Ersatz stehlen kann, jedoch setzt Dr. Zoidberg den Kopf falsch herum auf den Körper. Der Professor entdeckt dabei, dass alle Duplikate zum Sterben verdammt sind. Währenddessen treffen sich Leela und Lars zu mehreren Dates, sodass Fry verbittert und verzweifelt.
Als Bender alles Wertvolle aus der Vergangenheit gestohlen hat, erachten die Betrüger den Code als zu gefährlich, um ihn nochmals einzusetzen, also beschließen sie, ihn zu zerstören, indem sie Fry töten und Benders Gedächtnis löschen. Fry kann jedoch entkommen und reist zum 1. Januar 2000, den Tag, an dem Fry eingefroren wurde. Bender wird in die Vergangenheit geschickt, um Fry zu töten. Er kreiert dabei ein Duplikat von sich selbst, als er zum ersten Mal in seinem Leben auf Toilette muss. Das Bender-Duplikat kann Fry stellen, als dieser in der Vergangenheit ankommt, erlebt dann jedoch eine emotionale Krise, die – zusammen mit dem Urindrang – zu einer Überlastung führt, sodass Fry ihn überrumpeln und in einer Cryozelle einfrieren kann. Fry gelingt die Flucht und Bender sucht die nächsten zwölf Jahre nach ihm, bis er ihn findet und tötet, als er in Panuccis Pizzaladen geht.
Bender kehrt in die Zukunft zurück, um seinen vermeintlichen Erfolg zu vermelden. Die Betrüger löschen daraufhin den Code und den Virus aus Benders Speicher. Als die Crew um Fry trauern will, taucht Fry aus dem Nichts auf. Er erklärt, dass er ein Duplikat erschaffen hat, welches Benders Duplikat gegenübertritt und in der Vergangenheit bleibt. Fry selbst fällt versehentlich in seine eigene Cryozelle und stellt nach dem Aufwachen die Zeit weiter. Nibbler entfernt das Tattoo von Frys Hintern, so dass die Betrüger es nicht mehr nutzen können. Jeder lebt nun wegen der Betrüger in Armut, als Lars und Leela entscheiden, zu heiraten. Auf der Hochzeit wird Hermes aus Versehen wieder geköpft und sein duplizierter Körper von einem Kronleuchter zerquetscht. Der Professor erklärt, dass Duplikate unweigerlich verdammt sind, woraufhin Lars die Hochzeit absagt.
Erden-Präsident Richard Nixon wird von den Aliens betrogen, sodass jeder von der Erde evakuiert werden muss. Beim Versuch, die Erde zurückzuerobern, stellt die Bevölkerung eine Angriffsflotte zusammen, um die Flotte von goldenen Todessternen der Betrüger zu zerstören, was jedoch nur dank Hermes' bürokratischem Kopf gelingt, der mit dem Schlachtcomputer verbunden wurde.
Beim letzten Versuch der Betrüger wollen diese die Crew mit dem „Jüngsten-Tag-Gerät“ töten, aber Bender hat es vorher schon von ihnen gestohlen. Die Crew feuert das Gerät zum Schiff der Betrüger und zerstört es. Nachdem jeder zur Erde zurückgekehrt ist, feiert die Weltbevölkerung das Neujahr 3008. Bender wird für seine Taten geehrt und Hermes erhält seinen originalen Körper zurück.
Fry sieht, dass Leela nach der Trennung von Lars sorgenschwer ist, und bringt sie und Lars im Cryogenlabor wieder zusammen. Die Wiedervereinigung wird von Nudar, dem Anführer der Betrüger, gestört, der die Explosion des „Jüngsten-Tag-Gerät“ überlebt hat. Nudar sagt, dass der Zeitcode weiter auf Lars' Hintern ist. Dieser trickst ihn aus und sprengt sich und Nudar mit dem verdammten Duplikat von Bender in die Luft; es bleibt nur sein Tattoo zurück. Ein Flashback erklärt, dass Lars Frys Duplikat ist, das Benders Angriff überlebt hat und dessen Gesicht und Stimme durch den Rauch und das Feuer der Explosion verändert wurde. Das Duplikat erkennt dabei, dass er Lars ist, und friert sich im Crygenlabor ein, um mit Leela zusammen zu sein. Nachdem er begreift, dass alle Duplikate verdammt sind, sagt er die Hochzeit ab, um Leela den Schmerz seines Todes zu ersparen, was er in seinem Videotestament erklärt.
Während der Beerdigung entfernt Bender das Tattoo und reist in die Vergangenheit, um Fry das Tattoo in seinem Cryo-Schlaf zu verpassen, damit alles einen Sinn ergibt. Auf dem Weg in die Zukunft trifft Bender auf alle seine Duplikate seines Beutezuges und sagt diesen, auf ihn zu hören, so dass am Ende alle mit ihm erscheinen. Die Duplikate fangen jedoch an, zu explodieren, worauf ein Riss im Universum entsteht. Dieser ist Gegenstand der Fortsetzung, Die Ära des Tentakels.

## Entstehung
| Figur                       | Originalsprecher | Deutscher Sprecher   |
| --------------------------- | ---------------- | -------------------- |
| Philip J. Fry               | Billy West       | Dirk Meyer           |
| Professor Hubert Farnsworth | Billy West       | Thomas Reiner        |
| Dr. Zoidberg                | Billy West       | Manfred Erdmann      |
| Lars Fillmore               | Billy West       | Frank Röth           |
| Zapp Brannigan              | Billy West       | Crock Krumbiegel     |
| Richard Nixon               | Billy West       | Tommi Piper          |
| Turanga Leela               | Katey Sagal      | Marion Sawatzki      |
| Bender Rodriguez            | John DiMaggio    | Hans-Rainer Müller   |
| Robot Santa                 | John DiMaggio    | Thomas Albus         |
| Barbados Slim               | John DiMaggio    | Thomas Albus         |
| Kif Kroker                  | Maurice LaMarche | Kai Taschner         |
| Hermes Conrad               | Phil LaMarr      | Michael Rüth         |
| Amy Wong                    | Lauren Tom       | Shandra Schadt       |
| Nudar                       | David Herman     | Gudo Hoegel          |
| LaBarbara Conrad            | Dawnn Lewis      | Kathrin Simon        |
| Cubert Farnsworth           | Kath Soucie      | Cedric Tafelmaier    |
| Nibbler                     | Frank Welker     | Tommi Piper          |
| Kwanzaa Bot                 | Coolio           |                      |
| Al Gore                     | Al Gore          | Michael Schwarzmaier |
| Chanukah Zombie             | Mark Hamill      |                      |
| Yancy Fry                   | Tom Kenny        | Gerd Meyer           |
| Michelle                    | Sarah Silverman  |                      |

Im Februar 2007 bestätigte Matt Groening Spekulationen über neues Futuramamaterial, das entweder als Staffel oder als Spielfilm erscheinen sollte. Er erklärte, dass das Produktionsteam vier Filme vorbereitet, die dann geschnitten, umgebaut und mit geänderter Handlung als eigenständige Staffel funktionieren sollen.
Eine Vorschau wurde auf der Comic-Con International 2007 gezeigt. Auf der Comic-Con wurde außerdem berichtet, dass die Filme für die Ausstrahlung in jeweils vier Episoden gesplittet werden sollen, sodass eine fünfte Staffel mit 16 Episoden entsteht. Die Aufnahmen der englischen Synchronsprecher wurden am 3. Juli 2007 beendet. Der offizielle Trailer wurde am 10. Oktober 2007 in den USA veröffentlicht.
Futurama: Bender's Big Score ist die erste klimaneutrale DVD, die 20th Century Fox veröffentlichte. Die DVD enthält auch Eine erschreckende Nachricht von Al Gore, einen animierten Kurzfilm, um Gores Film Eine unbequeme Wahrheit zu bewerben.

## Veröffentlichung
Bender's Big Score hatte seine Erstausstrahlung am 23. März 2008 auf Comedy Central. Der Film wurde dabei in vier Episoden ausgestrahlt, der erweiterte Vorspann gekürzt und vor die Szene von Hermes’ Enthauptung gestellt. Die Episoden eröffnen die fünfte Produktions- und sechste Sendestaffel der Serie. In der Gesamtzählung der Episoden nehmen sie die Nummern 73 bis 76 ein.
Die deutsche Synchronfassung der in Episoden aufgeteilten Fernseh-Version lief erstmals ab dem 19. September 2010 im Fernsehen, jeweils sonntagnachmittags gegen 17:00 Uhr bei ProSieben. Die erste Episode lieferte „enttäuschende“ Einschaltquoten, so das Branchen-Portal DWDL.de: „So sahen die erste neue Folge seit sechs Jahren nur 650.000 Zuschauer. In der werberelevanten Zielgruppe kam ‚Futurama‘ damit nicht über einen enttäuschenden Marktanteil von 8,9 Prozent hinaus. Deutlich besser lief im Anschluss die Wiederholung der allerersten Folge der Serie. Ab 17:30 zog die Zuschauerzahl auf 820.000 an, der Marktanteil stieg auf halbwegs ordentliche 11,0 Prozent.“
Bender’s Big Score erschien in den USA am 27. November 2007 auf DVD, außerdem wurde der Film auf Universal Media Disc veröffentlicht. In seiner ersten Verkaufswoche wurden von der DVD in den Vereinigten Staaten 222.036 Stück verkauft. Somit wurde ein Umsatz von 3.994.428 US-Dollar erzielt. Bis zum 26. Oktober 2008 wurden in den USA 925.065 DVDs mit einem Gesamtumsatz von 16.766.750 US-Dollar verkauft.

## Auszeichnungen
- 2007 Annie Award (Best Home Entertainment Production)[11]